# Integrální křivka

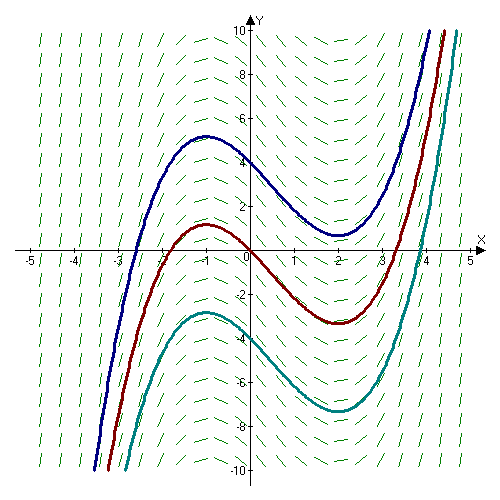
Tři integrální křivky pro gradientní pole odpovídající diferenciální rovnici dy / dx = x^{2} − x − 1.

Integrální křivka v matematice je parametrická křivka, která reprezentuje nějaké řešení obyčejné diferenciální rovnice nebo soustavy rovnic. Pokud je diferenciální rovnice reprezentována jako vektorové pole nebo gradientní pole, pak odpovídající integrální křivky jsou tečnami k poli v každém bodě.
Podle povahy a interpretace diferenciálních rovnic nebo vektorového pole jsou integrální křivky známé pod jinými názvy. Ve fyzice jsou integrální křivky elektrického nebo magnetického pole známy jako silokřivky a integrální křivky pro rychlostní pole tekutiny jsou známy jako proudnice. V teorii dynamických systémů se integrální křivky pro diferenciální rovnice, které popisují systém, nazývají trajektorie nebo orbity.

## Definice
Předpokládejme, že F je vektorové pole (tj. vektorová funkce s kartézskými souřadnicemi (F1,F2,...,Fn)) a x(t) je parametrická křivka s kartézskými souřadnicemi (x1(t),x2(t),...,xn(t)). Pak x(t) je integrální křivka funkce F, jestliže je řešením následující autonomní soustavy obyčejných diferenciálních rovnic:
{\displaystyle {\begin{aligned}{\frac {\mathrm {d} x_{1}}{\mathrm {d} t}}&=F_{1}(x_{1},\ldots ,x_{n})\\&\vdots \\{\frac {\mathrm {d} x_{n}}{\mathrm {d} t}}&=F_{n}(x_{1},\ldots ,x_{n}).\end{aligned}}}
Takovou soustavu rovnic lze zapsat jedinou vektorovou rovnicí
{\displaystyle \mathbf {x} '(t)=\mathbf {F} (\mathbf {x} (t)).\!\,}
Tato rovnice přesně říká, že tečný vektor ke křivce v libovolném bodě x(t) křivky je právě vektor F(x(t)), tedy že křivka x(t) je v každém bodě tečnou k vektorovému poli F.
Jestliže dané vektorové pole je Lipschitzovsky spojité, pak z Picardovy–Lindelöfovy věty vyplývá, že pro malý čas existuje jednoznačný tok.

## Zobecnění na diferencovatelné variety

### Definice
Nechť M je Banachova varieta třídy Cr pro r ≥ 2. TM jako obvykle označuje totální prostor tečného fibrovaného prostoru M s jeho přirozenou projekcí πM : TM → M danou vztahem
{\displaystyle \pi _{M}:(x,v)\mapsto x.}
Vektorové pole na M je řez totálního prostoru tečného fibrovaného prostoru TM, tj. zobrazení, které každému bodu variety M přiřadí tečný vektor k M v tomto bodě. Nechť X je vektorové pole na M třídy Cr−1 a nechť p ∈ M. Integrální křivka pro X procházející p v čase t0 je křivka α : J → M třídy Cr−1, jež je definovaná na otevřeném intervalu J reálné osy R obsahujícím t0 a jež splňuje
{\displaystyle \alpha (t_{0})=p,}
{\displaystyle \alpha '(t)=X(\alpha (t)),\qquad \forall t\in J.}

### Vztah k obyčejné diferenciální rovnici
Výše uvedená definice integrální křivky α pro vektorové pole X, procházející p v čase t0, znamená, že α je lokální řešení obyčejné diferenciální rovnice, resp. její počáteční úlohy
{\displaystyle \alpha (t_{0})=p,}
{\displaystyle \alpha '(t)=X(\alpha (t)).\,}
Toto řešení je lokální v tom smyslu, že je definované pouze pro časy v J a ne nezbytně pro všechny t ≥ t0 (natož pro t ≤ t0). Problém důkazu existence a jednoznačnosti integrální křivky je tedy totéž jako hledání řešení obyčejné diferenciální rovnice (počáteční úlohy), a dokazování, že toto řešení je jednoznačné.